# 175586 Tsou
175586 Tsou è un asteroide della fascia principale. Scoperto nel 2006, presenta un'orbita caratterizzata da un semiasse maggiore pari a 3,1623028 UA e da un'eccentricità di 0,0218747, inclinata di 3,89003° rispetto all'eclittica.